# Maria de Noronha

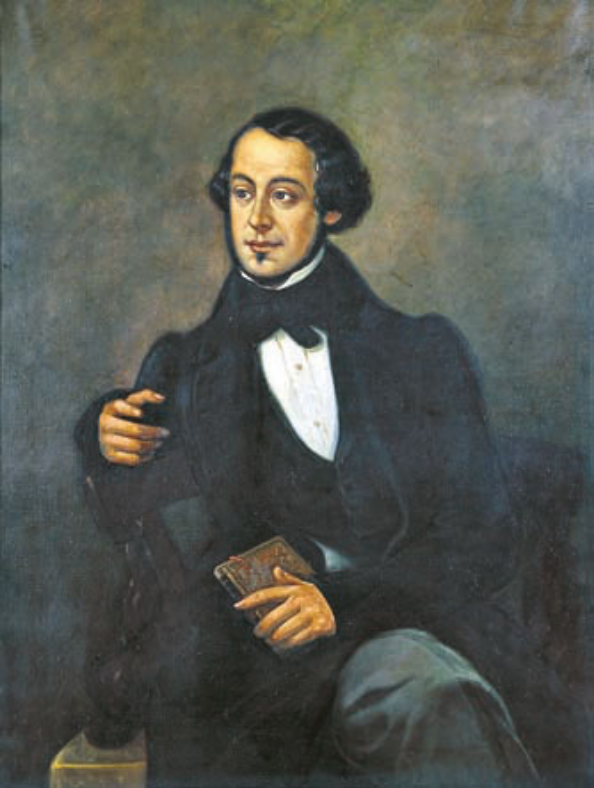
Almeida Garrett, autor da obra Frei Luís de Sousa.

Maria de Noronha é uma das principais personagens da obra Frei Luís de Sousa, de Almeida Garrett. Vítima inocente de um amor proibido de sua mãe e seu pai, causando um final trágico. 
A abordagem tradicional ao drama, tendente a interpretar a ação e as personagens como reflexos das experiências do autor, interpreta a personagem de Maria como uma representação de Maria Adelaide, filha natural de Garrett e Adelaide Deville.

## Nascimento de Maria
Madalena de Vilhena, mãe de Maria, depois de perder o seu primeiro marido D.João de Portugal, na batalha de Alcácer-Quibir em 1578, apaixona-se em 1585 por Manuel de Sousa Coutinho e em 1586 nasce, a partir de um amor proibido, Maria de Noronha que viria a se tornar em um Pharmakós. 

## A doença de Maria
No inicio da obra, anuncia-se que Maria sofre de tuberculose. Dada esta informação, prevê-se que Maria, mais tarde ou mais cedo, irá falecer.

## A dupla morte da vítima inocente
No final do terceiro ato, Manuel de Sousa Coutinho e D.Madalena entram na vida religiosa, que é a razão para a qual eles morrem simbolicamente para o mundo juntamente com a volta de D.João em forma de Romeiro, e sua filha Maria acaba por se sentir culpada e morre de vergonha pela mesma razão. No decorrer da cerimonia Maria acaba por morrer de tuberculose em frente de seus pais, estende-se no meio da igreja enquanto fazia um discurso muito emotivo, contribuindo para o final trágico da obra.

## Relação com as personagens
Telmo Pais - Tal como D.João de Portugal, foi criada por Telmo Pais, este é conselheiro que estima muito Maria.
Manuel de Sousa Coutinho - Pai de Maria. Os dois demostram um grande sentimento de patriotismo ao ver o seu país ser invadido pelos espanhóis.
D. Madalena - Mãe de Maria. Preocupa-se em demasia com o bem-estar da filha demostrando-o quando Maria quer ir para Lisboa visitar a Tia e sua mãe mostra grande relutância em esta deixar o palácio de D.João.
Frei Jorge - Tio de Maria. Este é um grande confidente da família.  

## Características
Maria, no decorrer da ação, tem 13 anos. É uma menina frágil, inocente, corajosa, ingénua e pura, dotada de notável intuição. Apesar da sua tenra idade, Maria é descrita como uma senhora por Telmo na obra. 